# گوشه‌ای از بهشت
گوشه‌ای از بهشت (به انگلیسی: Et hjørne af paradis) فیلمی محصول سال ۱۹۹۷ و به کارگردانی پیتر رینگارد است. در این فیلم بازیگرانی همچون ساموئل فرولر، ترینه پالسن، جان سوج، میگل ساندووال، پنه‌لوپه کروز، بیورن گرانات، پدرو آرمنداریس جونیور، خسوس اوچوآ و لیا بویسن ایفای نقش کرده‌اند.